# Zapasy na Letnich Igrzyskach Olimpijskich 2004 – styl wolny do 55 kg kobiet
Rywalizacja w wadze do 55 kg kobiet w zapasach w stylu wolnym na Letnich Igrzyskach Olimpijskich 2004 została rozegrana 22 i 23 sierpnia. Zawody odbyły się w hali Ano Liosia Olympic Hall w Ano Liosia.
W zawodach wzięło udział 12 zawodniczek.

## Klasyfikacja[1]
| Pozycja | Nazwisko            |
| ------- | ------------------- |
|         | Saori Yoshida       |
|         | Tonya Verbeek       |
|         | Anna Gomis          |
| 4       | Ida-Theres Nerell   |
| 5       | Sun Dongmei         |
| 6       | Tela O’Donnell      |
| 7       | Lee Na-rae          |
| 8       | Tetiana Łazarewa    |
| 9       | Olga Smirnowa       |
| 10      | Diletta Giampiccolo |
| 11      | Sofia Pumburidu     |
| DQ      | Mabel Fonseca       |

- Mabel Fonseca, która zajęła piąte miejsce została zdyskwalifikowana za doping[2]

## Zasady
Uczestniczki zostały podzielone na cztery grupy. Najlepsza zawodniczka awansowała do dalszej rywalizacji w rundzie finałowej
- TF – Łopatki
- ST – Przewaga (10 punktów różnicy, przewaga techniczna)
- SP – Przewaga (10 punktów różnicy, pokonany zdobył punkty)
- PP – Na punkty (Pokonany zdobył punkty)
- CP – Punkty
- TP – Punkty techniczne/Czas

## Wyniki[3]

### Grupa 1
| Miejsce | Zawodnik       | Kraj              | W | P | CP | TP |
| ------- | -------------- | ----------------- | - | - | -- | -- |
| 1       | Tonya Verbeek  | Kanada            | 2 | 0 | 8  | 24 |
| 2       | Tela O’Donnell | Stany Zjednoczone | 1 | 1 | 5  | 3  |
| 3       | Olga Smirnowa  | Rosja             | 0 | 2 | 1  | 8  |

| Zapaśnik 1     | Zapaśnik 2     | CP  |    | TP   |
| -------------- | -------------- | --- | -- | ---- |
| Tela O’Donnell | Olga Smirnowa  | 4-0 | TF | 4:26 |
| Tonya Verbeek  | Tela O’Donnell | 4-1 | SP | 11-1 |
| Olga Smirnowa  | Tonya Verbeek  | 1-4 | SP | 3-13 |

### Grupa 2
| Miejsce | Zawodnik          | Kraj      | W | P | CP | TP |
| ------- | ----------------- | --------- | - | - | -- | -- |
| 1       | Ida-Theres Nerell | Szwecja   | 1 | 1 | 5  | 6  |
| 2       | Mabel Fonseca     | Portoryko | 1 | 1 | 4  | 4  |
| 3       | Tetiana Łazarewa  | Ukraina   | 1 | 1 | 3  | 4  |

| Zapaśnik 1        | Zapaśnik 2        | CP  |    | TP   |
| ----------------- | ----------------- | --- | -- | ---- |
| Tetiana Łazarewa  | Ida-Theres Nerell | 3-1 | PP | 4-2  |
| Mabel Fonseca     | Tetiana Łazarewa  | 4-0 | TF | 0:39 |
| Ida-Theres Nerell | Mabel Fonseca     | 4-0 | TF | 0:31 |

### Grupa 3
| Miejsce | Zawodnik            | Kraj    | W | P | CP | TP |
| ------- | ------------------- | ------- | - | - | -- | -- |
| 1       | Saori Yoshida       | Japonia | 2 | 0 | 8  | 21 |
| 2       | Sun Dongmei         | Chiny   | 1 | 1 | 3  | 4  |
| 3       | Diletta Giampiccolo | Włochy  | 0 | 2 | 1  | 2  |

| Zapaśnik 1          | Zapaśnik 2          | CP  |    | TP   |
| ------------------- | ------------------- | --- | -- | ---- |
| Sun Dongmei         | Diletta Giampiccolo | 3-1 | PP | 4-2  |
| Saori Yoshida       | Sun Dongmei         | 4-0 | ST | 11-0 |
| Diletta Giampiccolo | Saori Yoshida       | 0-4 | ST | 0-10 |

### Grupa 4
| Miejsce | Zawodnik        | Kraj             | W | P | CP | TP |
| ------- | --------------- | ---------------- | - | - | -- | -- |
| 1       | Anna Gomis      | Francja          | 2 | 0 | 7  | 15 |
| 2       | Lee Na-rae      | Korea Południowa | 1 | 1 | 5  | 5  |
| 3       | Sofia Pumburidu | Grecja           | 0 | 2 | 0  | 2  |

| Zapaśnik 1      | Zapaśnik 2      | CP  |    | TP   |
| --------------- | --------------- | --- | -- | ---- |
| Anna Gomis      | Lee Na-rae      | 3-1 | PP | 5-2  |
| Sofia Pumburidu | Anna Gomis      | 0-4 | ST | 0-10 |
| Lee Na-rae      | Sofia Pumburidu | 4-0 | TF | 2:32 |

### Runda finałowa[4]

#### Miejsca 5–8
|  |                |                |             |             |   |               |               |          |
|  | I runda        | I runda        | I runda     |             |   | II runda      | II runda      | II runda |
|  | I runda        | I runda        | I runda     |             |   | II runda      | II runda      | II runda |
|  |                |                |             |             |   |               |               |          |
|  |                |                |             |             |   |               |               |          |
|  | Tela O’Donnell | Tela O’Donnell | 7           |             |   |               |               |          |
|  | Tela O’Donnell | Tela O’Donnell | 7           |             |   |               |               |          |
|  | Mabel Fonseca  | Mabel Fonseca  | 10          |             |   |               |               |          |
|  | Mabel Fonseca  | Mabel Fonseca  | 10          |             |   | Mabel Fonseca | Mabel Fonseca | 8        |
|  |                |                |             |             |   | Mabel Fonseca | Mabel Fonseca | 8        |
|  |                |                | Sun Dongmei | Sun Dongmei | 6 |               |               |          |
|  | Sun Dongmei    | Sun Dongmei    | Sun Dongmei | Sun Dongmei | 6 | 4             |               |          |
|  | Sun Dongmei    | Sun Dongmei    |             |             |   |               |               |          |
|  | Lee Na-rae     | Lee Na-rae     | 3           |             |   |               |               |          |
|  | Lee Na-rae     | Lee Na-rae     | 3           |             |   |               |               |          |

#### Miejsca 1–4
|  |                   |                   |               |                       |   |               |               |       |
|  | Półfinały         | Półfinały         | Półfinały     |                       |   | Finał         | Finał         | Finał |
|  | Półfinały         | Półfinały         | Półfinały     |                       |   | Finał         | Finał         | Finał |
|  |                   |                   |               |                       |   |               |               |       |
|  |                   |                   |               |                       |   |               |               |       |
|  | Tonya Verbeek     | Tonya Verbeek     | 3             |                       |   |               |               |       |
|  | Tonya Verbeek     | Tonya Verbeek     | 3             |                       |   |               |               |       |
|  | Ida-Theres Nerell | Ida-Theres Nerell | 1             |                       |   |               |               |       |
|  | Ida-Theres Nerell | Ida-Theres Nerell | 1             |                       |   | Tonya Verbeek | Tonya Verbeek | 0     |
|  |                   |                   |               |                       |   | Tonya Verbeek | Tonya Verbeek | 0     |
|  |                   |                   | Saori Yoshida | Saori Yoshida         | 6 |               |               |       |
|  | Saori Yoshida     | Saori Yoshida     | Saori Yoshida | Saori Yoshida         | 6 | 7             |               |       |
|  | Saori Yoshida     | Saori Yoshida     |               |                       |   |               |               |       |
|  | Anna Gomis        | Anna Gomis        | 6             |                       |   |               |               |       |
|  | Anna Gomis        | Anna Gomis        | 6             | Walka o brązowy medal |   |               |               |       |
|  |                   |                   |               |                       |   |               |               |       |
|  |                   |                   |               |                       |   |               |               |       |
|  |                   |                   |               |                       |   |               |               |       |
|  | Ida-Theres Nerell | Ida-Theres Nerell | 0             |                       |   |               |               |       |
|  | Ida-Theres Nerell | Ida-Theres Nerell | 0             |                       |   |               |               |       |
|  | Anna Gomis        | Anna Gomis        | 6             |                       |   |               |               |       |
|  | Anna Gomis        | Anna Gomis        | 6             |                       |   |               |               |       |